# Рейхель, Алексей Казимирович
Алексей Казимирович Рейхель (1833—1871) — профессор Петербургского технологического института, член совета Министерства государственных имуществ. действительный статский советник.

## Биография
Родился 10 (22) сентября 1833 года в семье инженера-мостостроителя Казимира Яковлевича Рейхеля.
С 1847 года воспитывался в 5-й Санкт-Петербургской гимназии, по окончании которой поступил в 1851 году в Императорский Санкт-Петербургский университет. Слушая лекции на отделении камеральных наук, он большую часть времени занимался технологией и химией у профессора П. А. Ильенкова. В 1855 году он окончил университет со степенью кандидата и некоторое время давал частные уроки.
Продолжил образование за границей, откуда посылал в Журнал мануфактур и торговли корреспонденции; переписка его была напечатана: Письма из-за границы: [Техн. заметки из переписки с редактором Журн. мануфактур и торговли] / [Соч.] А. Рейхеля. — СПб.: тип. Деп. внеш. торг., 1859. — [8], 114, [2], 62 с.
Работая в качестве распорядителя на одной частной фабрике, он составил «Обзор литературы писчебумажного производства» (СПб.: тип. Деп. внеш. торг., 1859. — [4], 61 с.; 2-е изд., испр. и доп. — СПб.: тип. М. О. Вольфа, 1860. — [6], 69 с.).
В 1860 году он был определён помощником инспектора классов Санкт-Петербургского технологического института, а в августе 1861 года занял в нём должность старшего преподавателя. В следующем, 1862 году он был избран профессором химической технологии и деканом. В 1868 году он по состоянию здоровья отказался от должности декана, несмотря на состоявшееся уже избрание его и на третье трёхлетие. В 1870 году он был назначен членом совета Министерства государственных имуществ, но продолжал лекции в институте. Был членом Русского химического общества.
Умер в чине надворного советника 27 апреля (9 мая) 1871 года в Санкт-Петербурге. Петербургский некрополь указывает местом его захоронения Смоленское православное кладбище.
Рейхелем были составлены и изданы в литографированном виде читавшиеся им лекции: о выработке торфа и продуктов его сухой перегонки; о производствах кожевенном, лаковом, красильном, маслобойном, смологонном, проволочном, свеклосахарном и писчебумажном. Кроме того, он является автором сочинений: «Сухая перегонка дерева» и «Обзор литературы писчебумажного производства».
Был женат на дочери Константина Ивановича Карлгофа, Александре Константиновне. Их дети: Николай (12.05.1863—?), Пётр (19.01.1866—?), Сергей (01.07.1868—?), Александр (15.02.1870—?).